# Fitore Govori
Fitore Govori (3 agosto 1987) è una calciatrice kosovara. Era un membro della nazionale di calcio femminile dell'Albania, prima che la UEFA e la FIFA accettassero il Kosovo come loro membro. Quindi, iniziò a giocare con la nazionale di calcio femminile del Kosovo.